# شهرستان میچل (آیووا)
شهرستان میچل، آیووا (به انگلیسی: Mitchell County, Iowa) شهرستانی در ایالات متحده آمریکا است که در آیووا واقع شده‌است.

## خصوصیات
شهرستان میچل ۱٬۲۱۷٫۳ کیلومترمربع مساحت دارد.